# Forfaiture (film, 1937)
Pour les articles homonymes, voir Forfaiture.
Pour plus de détails, voir Fiche technique et Distribution.
Forfaiture est un film français réalisé par Marcel L'Herbier, sorti en 1937.

## Synopsis
Denise Moret se rend en Mongolie pour rejoindre Pierre, son mari, qui travaille comme ingénieur du génie civil sur un chantier.
Un soir elle perd beaucoup au jeu (100 000 francs de 1937) et emprunte de l'argent au prince Lee-Lang. Il refuse d'être remboursé, mais lui fait des avances qu'elle repousse. Le prince se venge d'abord en faisant saboter le travail de Pierre. Lorsque Moret va le voir pour qu'il cesse de lui nuire auprès de la société, il ramasse le revolver avec lequel Lee-Lang vient d'être tué, et l'intrigant Valfar le dénonce.
Traduit devant la cour d'assises, Pierre clame son innocence, et la thèse de l'accusation s'effondre lorsque la défense prouve que le revolver n'était pas le sien, mais celui de Lee-Lang.
Valfar profite d'une suspension d'audience pour lui glisser le clip de sa femme que Lee-Lang avait dans la main en mourant : il la savait coupable. Comme il l'escomptait, Moret avoue être l'auteur du crime pour la sauver.
Denise demande alors à être entendue par la cour. Elle avoue sa dette de jeu et raconte qu'elle est allée voir Lee-Lang pour qu'il laisse son mari en paix. L'entrevue est dramatique et Lee-Lang tente de la violer et la marque au fer rouge. Denise, dévastée, le tue, et lorsque l'avocat général exige une preuve, elle dénude son épaule marquée au fer rouge.
Pierre est acquitté et le faux témoin Valfar est malmené par la foule.

## Fiche technique
- Réalisation : Marcel L'Herbier
- Scénario : Hector Turnbull
- Adaptation : Jacques Companeez, Jean-Georges Auriol, Herbert Juttke
- Dialogues : Jacques Natanson
- Découpage technique : André Cerf
- Assistants réalisateur : Ève Francis, André Cerf
- Photographie : Eugène Schüfftan
- Cadreur : André Dantan
- Montage : Pierre de Hérain, Madame Lebars
- Musique : Michel Levine, dirigée par Pierre Chagnon (Éditions musicales Choudens)
- Décors : Robert Gys
- Régisseur général : Madame Goulian
- Administration : Lisette Ennouchi
- Photographe de plateau : Roger Forster
- Promoteur : Max Cassan, Albert Carae de Filmexport
- Producteurs : Roger Richebé, Pierre Braunberger
- Directeur de production : Yves Allégret, Michael Salkind
- Société de production : Société du Cinéma du Panthéon (France)
- Société de distribution : Gray-Films
- Pays de production :  France
- Langue de tournage : Français
- Tournage dans les studios de Paris Studio Cinéma de Billancourt
- Laboratoire et tirage : Lianfilm
- Enregistrement Western Electric, Wide Range
- Format : Noir et blanc — 35 mm — 1,37:1 — Son : Mono (Western Electric)
- Genre : Film dramatique
- Durée : 1h34
- Date de sortie : 
  - France : 2 décembre 1937
- Numéro de visa : 1084 (délivré le 31/08/1940)
- Affiches : Fernand François (France)

## Distribution
- Louis Jouvet : Valfar, l'âme damnée de Tang-Si
- Lise Delamare : Denise Moret, la femme de Pierre
- Ève Francis : Mrs Curtis, l'Anglaise
- Sylvia Bataille : Ming, la secrétaire du prince
- Victor Francen : Pierre Moret, l'ingénieur en mission
- Sessue Hayakawa : le prince Lee-Lang
- Lucas Gridoux : Tang-Si, le propriétaire des caravanes
- Lucien Nat : maître Ribeyre, l'avocat de Pierre
- Pierre Magnier : le président de la société
- Marie-Jacqueline Chantal : une dame à l'audience
- Guy Decomble : un joueur
- Paul Œttly : le président du tribunal
- Tsjundo Maki : Su-Hong
- Jean Brochard : Félicien, le chauffeur de la mission
- Marcel Duhamel : Casaux, un collaborateur de Pierre
- Martial Rèbe : l'avocat général
- Albert Malbert : Le Gall
- Ky Duyen : le caissier de la banque
- Kenny Leweck : Mr Curtis, l'Anglais
- Robert Bassac : Robert Val, le comptable
- Titys : un bagagiste
- Georges Morton
- Madeleine Sologne
- Marguerite de Morlaye
- Hoang

## Autour du film
- Le film est un remake de l'américain Forfaiture (The Cheat), tourné par Cecil B. DeMille en 1915 et Sessue Hayakawa tient le même rôle dans les deux films. Il a fait l'objet de deux autres remakes aux États-Unis: La Flétrissure en 1923 avec Pola Negri, et en 1931 avec Tallulah Bankhead.
- Le film initial de 1915 et tous les remakes, français et anglais, reposent sur un scénario principalement dû à Hector Turnbull, et remanié à chaque fois. Le scénario initial fut transformé en roman en français par André de Lorde et Maurice Landay (1875-1931) en 1922 sous le titre Forfaiture ; et en roman en anglais par Russell Holman en 1923 sous le titre The Cheat[réf. souhaitée].
- Une comédie musicale française intitulée également Forfaiture, et inspirée par le film de Cecil Blount DeMille, a été créée le 9 février 1921 au Théâtre de l'Opéra-Comique, à Paris, sur un livret d'André de Lorde et  Paul Milliet avec une musique de Camille Erlanger.
- Il a été proposé cinq fois dans le Cinéma de minuit. En présentant le film le 15 janvier 2006 (série « Aspects de notre patrimoine : le film policier »), Patrick Brion raconte que les extérieurs de Mongolie ont été tournés aux Saintes-Marie-de-la-Mer[réf. souhaitée].